# Kimi no na wa. (román)
Kimi no na wa. (japonsky 君の名は。, Kimi no na wa., anglicky Your Name) je japonský román, který napsal Makoto Šinkai. Jedná se o adaptaci stejnojmenného filmu . V Japonsku byl vydán v nakladatelstvím Kadokawa 18. června 2016, měsíc před premiérou filmu.
Na motivy románu a filmu vznikla též manga, kterou v Česku vydalo pod názvem To bylo tvé jméno. nakladatelství Egmont v roce 2019 v překladu Jakuba Stříbrného.